# Robe homard
La robe homard est une robe de 1937 conçue par Elsa Schiaparelli. Elle représente un gros homard peint par Salvador Dalí.

## Conception
La robe est une robe de soirée ou de dîner trapèze en soie, blanc cassé avec une ceinture cramoisie représentant un gros homard peint par Salvador Dalí sur la jupe. Le motif initial du homard a été dessiné par Dali et imprimé sur la robe par le créateur de soie Sache. Il fait suite à l'oeuvre Le Téléphone aphrodisiaque. La robe est également illustrée de brins de persil . La robe est confectionnée en organza de soie imprimé et en crin synthétique.
Le devant de la robe mesure 52 pouces (132 cm) de longueur, avec un tour de taille de 22 pouces (56 cm). Schiaparelli a empêché Dali d'ajouter de la mayonnaise à la robe une fois terminée,,

## Histoire
À partir de 1934, Dalí avait commencé à incorporer des homards dans son travail, notamment New York Dream-Man Finds Lobster in Place of Phone présenté dans le magazine American Weekly en 1935, et le média mixte Lobster Telephone (1936). Dali considérait les homards comme un symbole de sexualité. Le homard est placé bas sur la robe, entre les jambes de la personne qui la porte, la queue du homard se déployant vers le Monts Veneris de la femme et ses pinces vers ses mollets. La robe homard a fait ses débuts dans le cadre de la collection été/automne 1937 de Schiaparelli.
La robe a été portée par Wallis Simpson sur des photographies prises par Cecil Beaton au Château de Candé, peu avant le mariage de Simpson avec Édouard VIII . Les photographies de Simpson par Beaton seront présentées dans le magazine Vogue sur huit pages en juin 1937. La robe faisait partie du trousseau de mariage de Simpson,. Il a été illustré dans Women's Wear Daily en mai 1937 comme article sur la garde-robe printanière de Simpson. Dans son livre, Néanmoins, elle l'a porté : 50 moments emblématiques de la mode, Ann Shen a écrit que le port de la robe par Simpson "était accusé de désinvolture érotique" et donnait au public britannique "encore plus de raisons de détester Wallis" à la suite de son assassinat. abdication du mari en tant que monarque britannique . Shen a estimé que la robe montre « le pouvoir de l'innovation et de l'autonomisation sexuelle chez une femme – ainsi que l'impact que l'art et la mode peuvent avoir ». Schiaparelli et Dali créeront ensuite ensemble un « chapeau-chaussure » (1937-1938) et une « robe squelette » (1938).
La robe a été réinventée par Miuccia Prada en 2012 pour marquer l'ouverture de la rétrospective Schiaparelli et Prada : Impossible Conversations au Metropolitan Museum of Art de New York et portée par Anna Wintour au Met Gala 2012. La robe a été réinventée par le directeur créatif de Schiaparelli, Bertrand Guyon, pour sa collection haute couture printemps 2017. La robe de Guyon a nécessité environ 250 heures de travail à 6 personnes, avec un appliqué en homard cousu à la main sur la jupe.
Schiaparelli a fait don de sa propre copie de la robe au Philadelphia Museum of Art en 1969. La robe a été analysée en profondeur par Claire Eldred dans son essai « Rencontres et échanges avec la robe homard d'Elsa Schiaparelli : une biographie d'objet » dans le livre de 2019 Mode et contemporanéité : royaumes du visible.

## Voir également
- Liste des œuvres de Salvador Dalí